# Erland Erlandsen
Erland Erlandsen, död 23 augusti 1276, var bror till ärkebiskop Jacob Erlandsen i Lund och själv utvald, men ej tillträdd ärkebiskop från broderns död 1274 till sin egen död 1276.
Han omnämns som kanik i Lund 1256 och som ärkedjäkne 1262. Liksom andra medlemmar av sin ätt ställde han sig under brodern Jacobs kamp mot kungarna Kristofer I och Erik Klipping på dessas sida, och eftersom han inte respekterade att Danmark var lagt under interdikt lyste den påvlige legaten Guido "Erlandsen, som utger sig för att vara ärkedjäkne", i bann (1267). Då Jacob Erlandsen dog 18 februari 1274 blev Erland Erlandsen, troligtvis genom kung Eriks inflytande, vald till hans efterträdare den 15 april samma år. Han avled dock den 23 augusti 1276, innan han hade hunnit inhämta påvens bekräftelse på valet.